# 不列顛哥倫比亞大學
英屬哥倫比亞大學（英語：University of British Columbia）简称，是一所位於加拿大卑詩省的公立大學，成立于1908年，是U15大學聯盟、大英國協大學協會、环太平洋大学联盟和Universitas 21成員之一。
學校主校區位於緊鄰溫哥華市西端的大學保留地，為卑詩省最古老的大學，起初為研究性合作機構，後來逐漸發展為聞名國際的綜合大學；另外位於基隆拿市的新校區成立于2005年，稱為英屬哥倫比亞大學奧卡納干分校，取代原奧卡納干大學學院。
截至目前，不列颠哥伦比亚大学共培养了3名加拿大总理、8名诺贝尔奖得主、71名罗德学者、65名奥林匹克运动员、10名美国文理科学院和英国皇家学会院士以及208名加拿大皇家学会院士。

## 历史

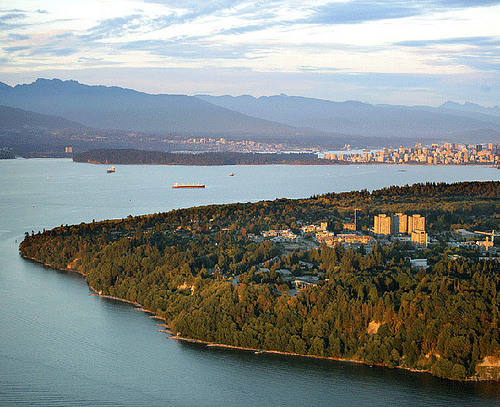
俯瞰溫哥華校區

不列顛哥倫比亞大學成立於1908年，是為滿足卑詩省民眾對高等教育的需求而通过《不列顛哥倫比亞省大學法案》創立的，最初為麥吉爾大學卑詩學院（McGill University College of British Columbia），并至1915年學位皆通過麥吉爾大學授予。經過兩年的努力，大學的校區最終在1910年被定在溫哥華，并開始建設校園，1913年博士被聘為大學校長，但施工進程于1914年因經費問題和第一次世界大戰而暫停。1915年，大學正式開放，錄取共379名學生，其中男性學生228位，女性學生151位。在一戰期間，卑詩大學的學生課程涵蓋軍事學，到戰爭結束為止，共有697名在校生參戰，其中78名喪生。
在第二次世界大戰結束後，卑詩大學的學生人數急漲，大學也在1979年頒出了第十萬張文憑。迄今，卑詩大學吸引超過160個國家的學生求學，而在2022年，中国、美國、印度、和伊朗是國際學生的主要來源國。
2004年，卑斯省政府提議在奧卡納干一帶創立卑斯大學分校。隔年，卑斯大學兼併奧卡納干大學學院，在基隆拿市成立英屬哥倫比亞大學奧卡納干分校。

### 財務
卑詩大學在2012年財政年度的合併營收為加幣$20.1億，其中有49.9％來自聯邦以及省政府單位，20.4％來自學費，其餘的資金來源包括銷售、投資收益、私人捐贈、等。大學在其年度的合併開支近加幣$19.7億。穆迪公司在2010年對卑詩大學進行信用評級，評估大學在2010年財政年度的信用等級為Aa1。
2001年，《卑斯省學費凍結法案》（Tuition Fee Freeze Act（页面存档备份，存于））更改，導致該省內的公立大學在法案通過後的未來幾年逐漸提高學費，而卑詩大學學士班國內和國際學生每學分的平均學費也在2020年分別升到加幣$198和加幣$1363，意味此校的全職國內和國際學生每學年的學費分別約加幣$6263和加幣$4.3萬。相比下，卑詩大學學士班國內學生在2001年的平均學費為加幣$2181。根據加拿大統計局，加拿大公立大學國內學生的平均學費在2020年度是加幣$6580，國際學生同年度的平均學費約加幣$3.2萬，表示卑詩大學國內學生的學費在目前仍低於國家平均，但國際學生的學費則高於國家平均。

### 校園

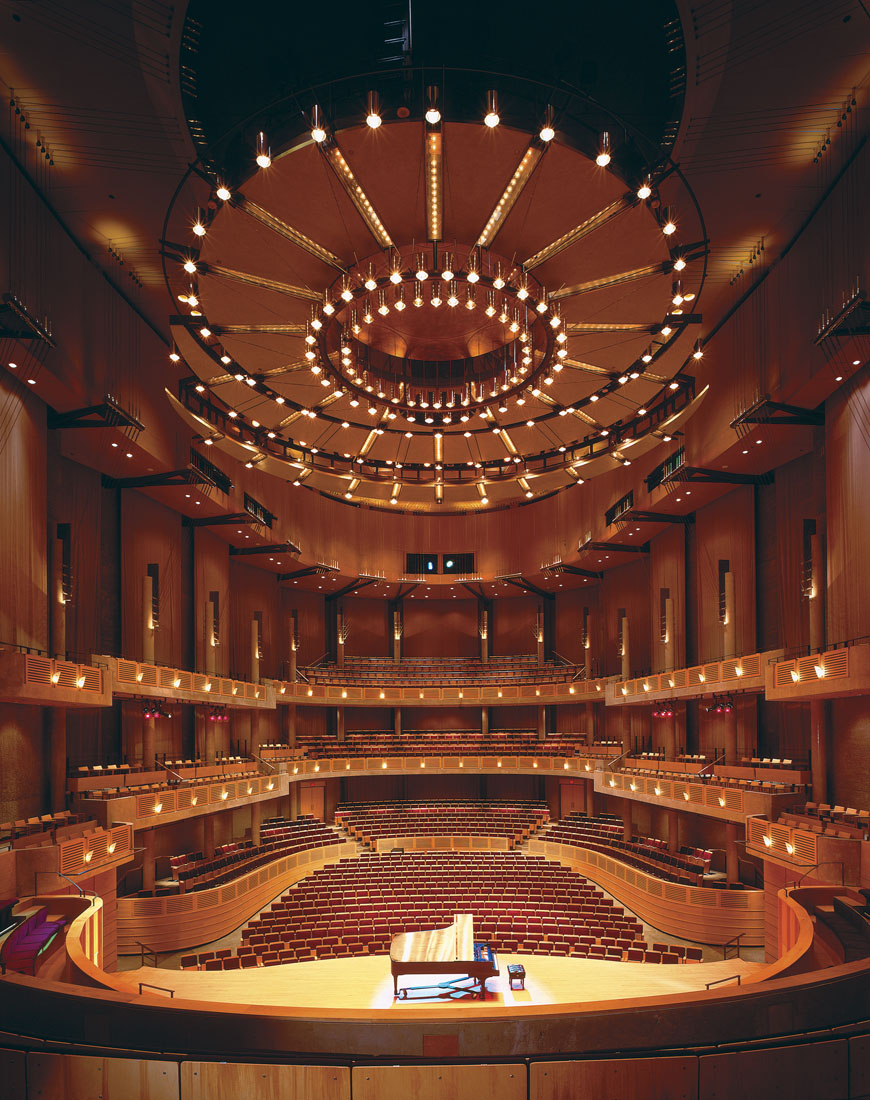
溫哥華校區陳氏演藝中心

不列颠哥伦比亚大学被誉为西海岸的明珠，素有“北美最美校园”之誉，其内部设有古花园建筑以及日式经典庭院。在主旗杆旁边的玫瑰花园(Rose Garden)更是来温哥华旅游的人们的必经之地。卑詩大學校園是全世界電影或電視劇取景次數排名第九的地點，《X戰警2》、《蝴蝶效應》、和《格雷的五十道陰影》都曾在溫哥華校區開拍。
不列颠哥伦比亚大学温哥华校區占地4.02平方公里，拥有许多著名的设施。不列颠哥伦比亚大学的植物园於1916创立，也有多达约五萬种的植物。植物园有11個园區，同時管理新渡戶紀念庭園。貝蒂生物多樣性博物館向公眾開放，收藏有200餘萬種標本，並且陳列一具高達26公尺的雌性藍鯨骨架。卑詩大學擁有加拿大第二大的不列顛哥倫比亞大學圖書館系統，藏書超過540萬冊，也有上萬張地圖和電子書，其中亞洲語言書籍的數量規模為全國第一。其地理資訊中心更擁有卑詩最大的遙感圖像硬照資料庫，收藏共超過250萬張由1922到2009年間拍攝，覆蓋卑詩大部及育空部分地區的遙感照片。另外，卑詩大學也擁有一台世界最大的旋轉水銀面望遠鏡、一個0.24平方公里2大的研究農場、一所班菲爾德海洋科學研究中心、以及一所操有世界最大回旋加速器的TRIUMF研究中心。該校是塔樂禮宣言的簽署學校之一，也在1997年成為加拿大第一所推動永續發展政策的大學。在2010年，第廿一屆冬季奧林匹克運動會和第十屆冬季殘奧會皆有在大學的道格·米歇爾雷鳥體育館正式舉行冰上曲棍球和雪橇曲棍球比賽。
不列颠哥伦比亚大学也是加拿大粒子与核物理国家实验室TRIUMF的所在地，该实验室拥有世界上最大的回旋加速器。除了彼得沃尔高等研究所和斯图尔特·布鲁森量子物质研究所之外，UBC和马克斯·普朗克学会还共同成立了北美第一家专门研究量子材料的马克斯·普朗克研究所。UBC图书馆系统更是加拿大最大的研究图书馆之一，在其21个分支中拥有超过990万册的藏书。
卑詩大學出版社在1971年成立，專注出版國內研究和太平洋研究之文學。

### 交通
同大溫哥華地區的其它十所高等教育機構，卑詩大學主校區是運輸聯線U-Pass優惠證的參與學校。U-Pass的費用是由學生學費共同資助，使學生能無限制的使用任何運輸聯線的大眾運輸系統，並可憑證優惠搭乘西岸快車。目前運輸聯線系統之中有12條公車綫可直達卑詩大學主校區。運輸聯線曾在2008年宣布將預定在2020年前興建一條架空列車或路面電車綫直達大學主校區，但此計畫當前因經濟因素而延遲至2030年後完工。

## 學院

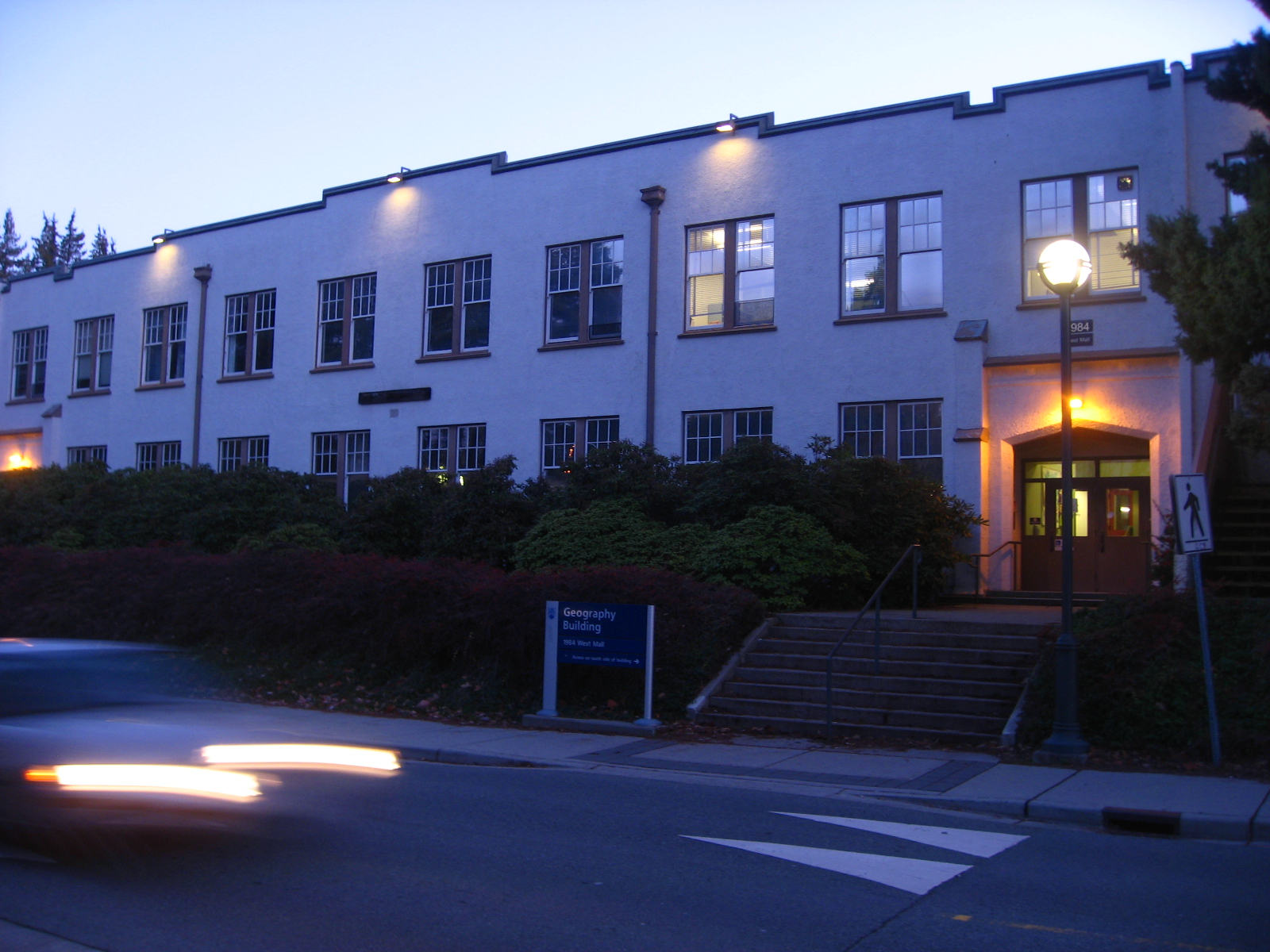
温哥華校區地理學系

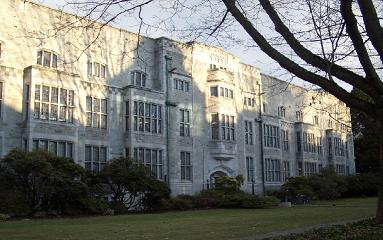
温哥華校區化學系

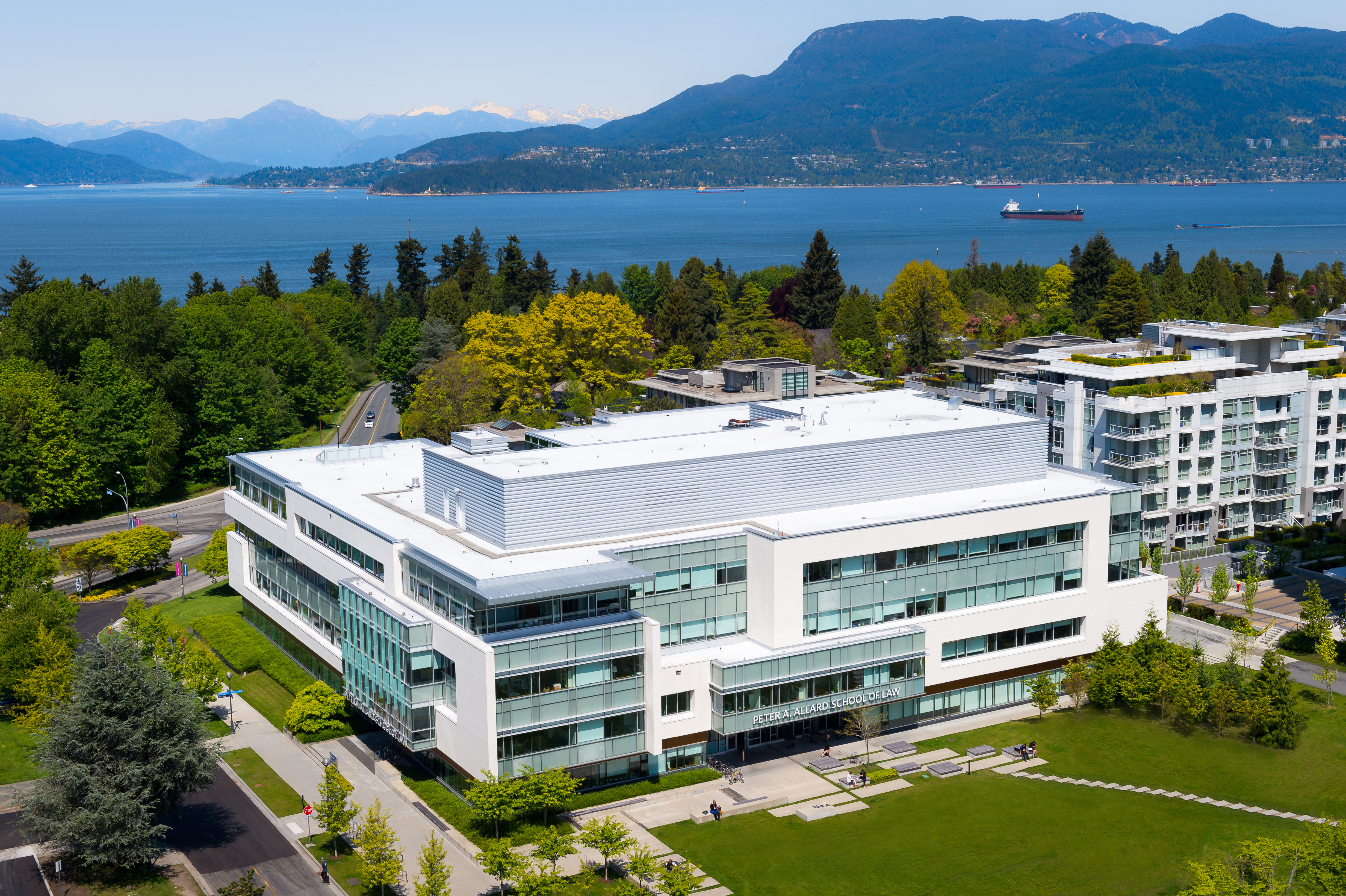
温哥華校區彼得·埃拉德法學院

卑詩大學共有28所教學單位。

### 學部
- 人文科學學部（Faculty of Arts（页面存档备份，存于））
- 科學學部（Faculty of Science（页面存档备份，存于））
- 應用科學學部（Faculty of Applied Science（页面存档备份，存于））
- 教育學學部（Faculty of Education（页面存档备份，存于））
- 藥學學部（Faculty of Pharmaceutical Sciences）
- 醫學學部（Faculty of Medicine（页面存档备份，存于））
- 牙醫學學部（Faculty of Dentistry（页面存档备份，存于））
- 森林學學部（Faculty of Forestry（页面存档备份，存于））
- 土地與食物系統學學部（Faculty of Land and Food Systems（页面存档备份，存于））
- 法律學學部（Faculty of Law（页面存档备份，存于））
- 研究生學部（Faculty of Graduate Studies（页面存档备份，存于））

### 書院
- 健康學科書院（College of Health Disciplines（页面存档备份，存于））
- 跨學科書院（College for Interdisciplinary Studies（页面存档备份，存于））
- Vantage（英语：Vantage College）書院（UBC Vantage College（页面存档备份，存于））

### 學院
- 建築學與景觀建築學學院（School of Architecture and Landscape Architecture（页面存档备份，存于））
- 商學與企業管理學學院（Sauder School of Business（页面存档备份，存于））
- 聽力學與言語科學（英语：Speech Science）學院（School of Audiology and Speech Sciences（页面存档备份，存于））
- 都市與環境計畫學學院（School of Community and Regional Planning（页面存档备份，存于））
- 環境衛生（英语：Environmental Health）學學院（School of Environmental Health）
- 新聞學學部（School of Journalism（页面存档备份，存于））
- 肌肉動力學（英语：Kinesiology）學院（School of Kinesiology（页面存档备份，存于））
- 圖書資訊學學院（School of Library, Archival and Information Studies（页面存档备份，存于））
- 音樂學學院（School of Music（页面存档备份，存于））
- 護理學學院（School of Nursing（页面存档备份，存于））
- 人口與公共衛生學學院（School of Population and Public Health（页面存档备份，存于））
- 社會工作學學院（School of Social Work（页面存档备份，存于））
- 經濟學學院（Vancouver School of Economics（页面存档备份，存于））

### 其它
- 继续教育学院（Continuing Studies（页面存档备份，存于））

## 排名
不列颠哥伦比亚大学是加拿大的顶尖学府之一，是加拿大U15大学联盟的一员，在国际上享有盛誉，与麦吉尔大学、多伦多大学并称加拿大大学“三强”。不列颠哥伦比亚大学2019年在国际学术论坛上发表的论文超一万篇，被引用的各类文献稳定在北美前三，仅次于哈佛大学文献的被引用次数。
加拿大《Maclean's》2025年排名加拿大第3名。加拿大《Research Infosource》2020年排名加拿大第2名。加拿大《HESA（页面存档备份，存于）》2012年排名加拿大第1名。
英國《泰晤士高等教育世界大學排名》2024年排名加拿大第2名、世界第41名。英國《QS世界大學排名》2024年排名加拿大第3名、世界第38名。西班牙《世界大學網路排名》2024年排名加拿大第2名、世界第25名。荷蘭《萊頓大學排名》2020年排名加拿大第2名、世界第41名。臺灣《世界大學科研論文表現排名》2024年排名加拿大第2名、世界第37名。美國《美國新聞與世界報導》2024年排名加拿大第2名、世界第39名中國《世界大學學術排名》2024年排名加拿大第2名、世界第44名。土耳其《學術表現大學排名》2020年排名加拿大第2名、世界第29名。美國《新聞週刊》2006年排名加拿大第2名、世界第27名。
法國《Eduniversal》2023年商學院排名加拿大第4名。英國《金融時報》2016年商學院排名加拿大第4名、世界第96名。英國《經濟學人》2012年商學院排名加拿大第4名、世界第91名。

## 校友
卑詩大學培養出众多傑出的學者、政治家、企業家、作家、藝術家和運動員。至今，共有8位諾貝爾獎得主来自卑詩大學。其中，3位諾貝爾獎得主畢業於卑詩大學，5位諾貝爾獎得主就職於卑詩大學。另有71位羅德學者、10名美国文理科学院和英国皇家学会院士以及208名加拿大皇家学会院士來自卑詩大學。此外，從1928年至2010年止，至少有231名卑詩大學學生出賽奧林匹克運動會，贏得共64枚獎牌（19枚金牌、21枚銀牌、24枚銅牌）。

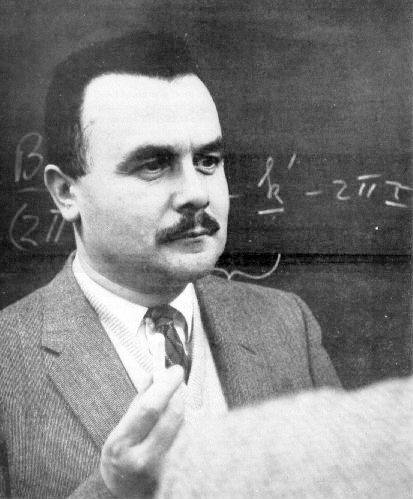
伯特倫·布羅克豪斯，1994年諾貝爾物理學獎得主

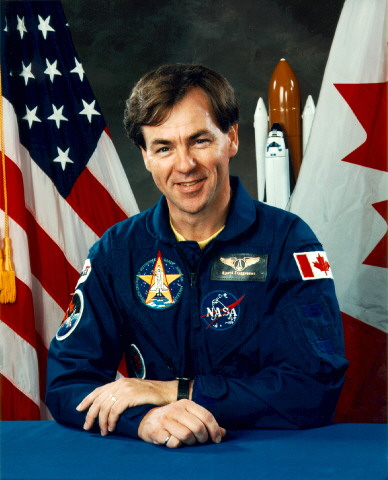
比雅尼·特里格瓦森，加拿大太空局太空人

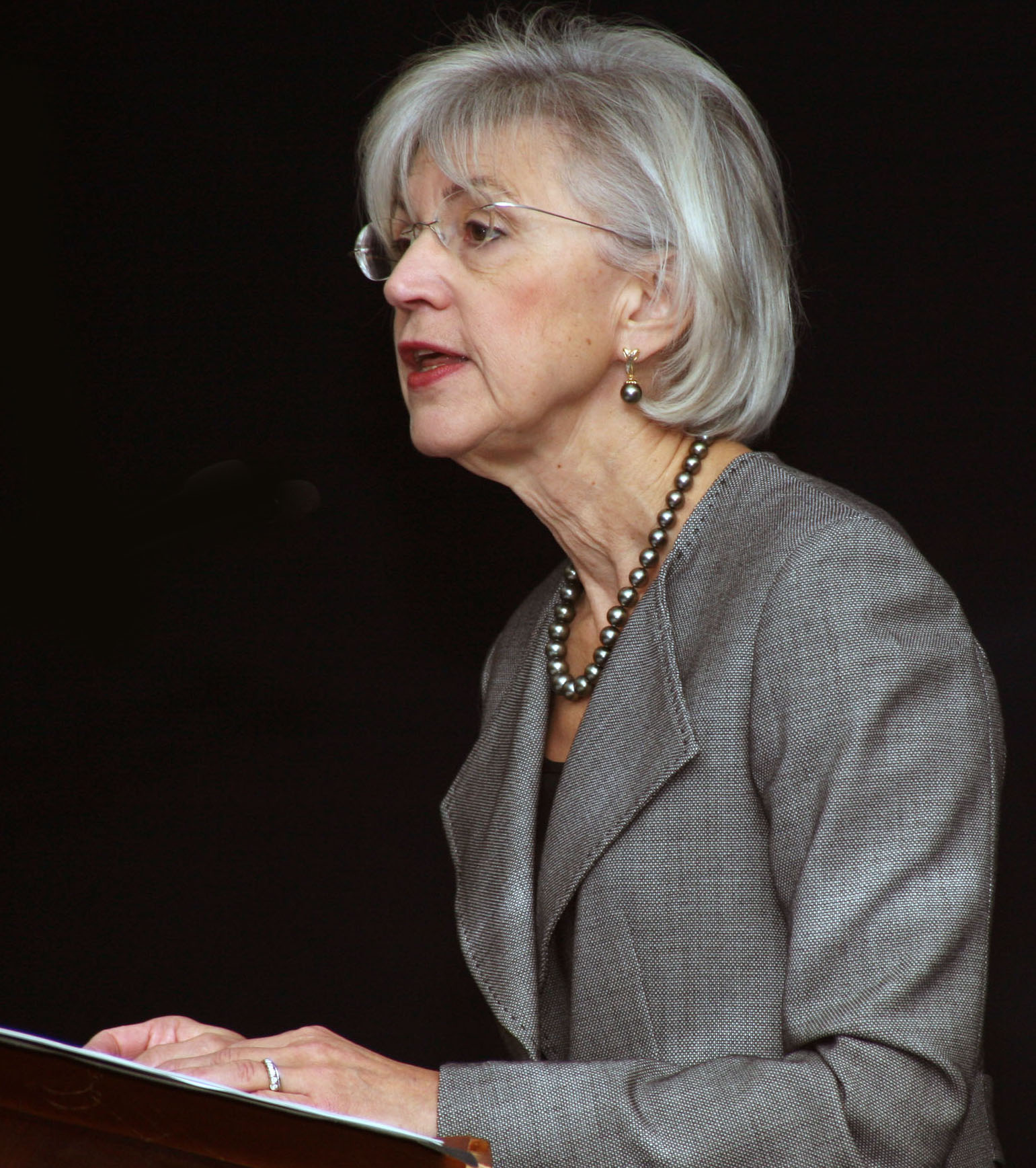
貝弗利·麥克拉克林，第17任加拿大首席大法官

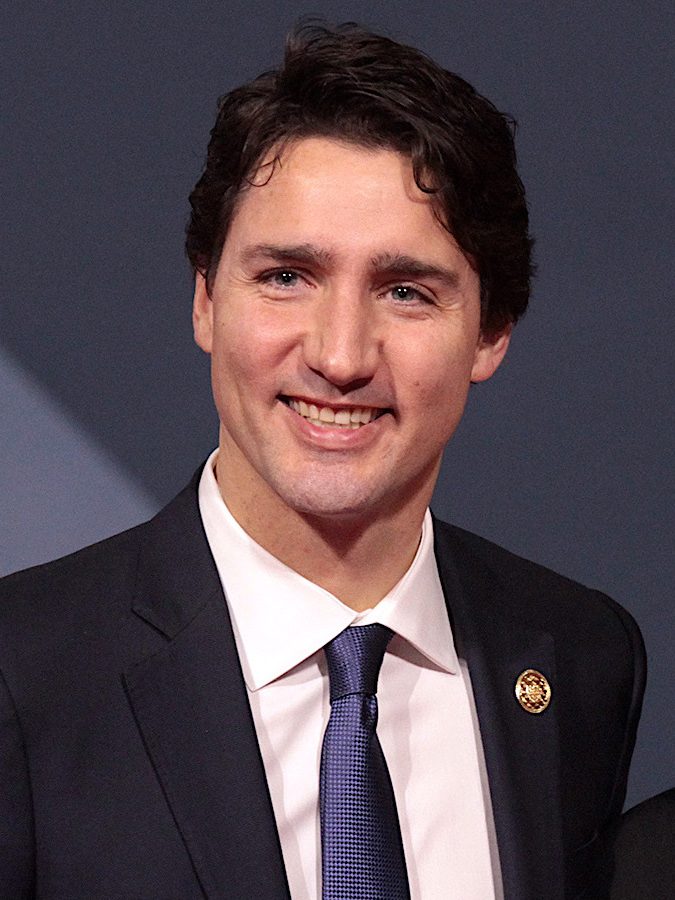
賈斯汀·杜魯道，第23任加拿大總理

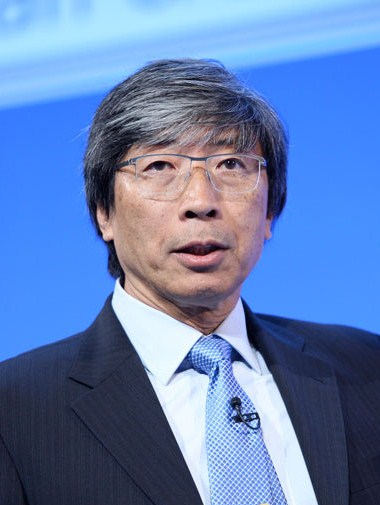
黃馨祥，億萬富翁企業家

### 學術
- 羅伯特·蒙代爾，1999年諾貝爾經濟學獎得主
- ，1993年諾貝爾化學獎得主
- 伯特倫·布羅克豪斯，1994年諾貝爾物理學獎得主
- 哈尔·葛宾·科拉纳，1968年諾貝爾生理學或醫學獎得主
- 丹尼爾•卡爾曼，2002年諾貝爾經濟學獎得主
- 漢斯•德爾模特，1989年諾貝爾物理學獎得主
- 卡爾•威曼，2001年諾貝爾物理學獎得主
- 大卫·铃木，加拿大学者、科学广播员和环保活动家
- 乔尔·巴坎， 美国作家、爵士音乐家和电影制作人
- 阿尔波特·班杜拉，美国心理學家，斯坦福大学心理学教授
- 皮埃爾·伯頓（英语：Pierre Berton），加拿大歷史學家及作家
- 約翰·羅伯特·安德森， 美国国家科学院院士、卡内基梅隆大学的心理学和计算机科学教授
- 托尼·布詹，英国心理學家及「心智圖」發明者
- 夏洛特·弗羅塞·菲舍爾， 加拿大裔美国应用数学家和计算机科学家
- 罗伯特·朗兰兹，加拿大數學家及邵逸夫獎和阿贝奖得主
- 柯爾·亨利斯，地理學家及緬西獎章得主
- 加博·马泰， 加拿大医生
- L·S·斯塔夫里阿诺斯，加拿大歷史學家及作家
- 巴里·布赞，英國人文社會科學院院士
- 吳仲義，臺灣中央研究院生命科學組院士、中国科学院北京基因组研究所所长
- 周福霖，中國工程院院士
- 比雅尼·特里格瓦森，加拿大国家研究院以及加拿大太空局的太空人
- 祝京旭，加拿大工程院院士、加拿大西安大略大学教授

### 政治
- 約翰·內皮爾·特納，第17任加拿大總理
- 金·坎貝爾，第19任加拿大總理
- 賈斯汀·杜魯道，第23任加拿大總理
- 邁克·哈葛特（英语：Mike Harcourt），第30任加拿大英屬哥倫比亞省省長
- 羅品信，第6任加拿大住房和基礎設施部長（英语：Minister of Housing, Infrastructure and Communities）
- 埃德·法斯特（英语：Ed Fast），前任加拿大國際貿易部長
- 克里-林恩芬德利（英语：Kerry-Lynne Findlay），前任加拿大國稅部長
- 尤吉·杜新志（英语：Ujjal Dosanjh），第33任加拿大英屬哥倫比亞省省長
- 貝弗利·麥克拉克林，第17任加拿大最高法院首席法官
- 陳卓愉，前加拿大國會下議院議員
- 鄭天華，前加拿大國會下議院議員
- 黃陳小萍，前任加拿大耆老事務國務部長
- 苗錫誠，前加拿大國會下議院議員
- 陳志動，前加拿大溫哥華市議員
- 朱小蓀，加拿大溫哥華警察局局長
- 陳偉業，前立法會議員（新界西）
- 容海恩，JP，立法會議員（新界東）
- 霍震寰，SBS，JP，第11屆港區全國人大代表
- 黃淑英，臺灣立法委員
- 陶黃彥斌，前加拿大中僑互助會总裁
- 吳心瑜，香港前無綫新聞港聞組記者
- 李孝亮，臺灣政治人物

### 企業
- 塞西爾·格林（英语：Cecil Howard Green），德州儀器創始人、慈善家及地球物理學家
- 黃馨祥，Abraxis BioScience（英语：Abraxis BioScience）創始人、慈善家及醫學家
- 大衛·切瑞頓（英语：David Cheriton），谷歌科技創業投資者及電腦科學家，斯坦福大學教授，就讀於不列顛哥倫比亞大學並獲得計算機學士學位
- 安德烈·卡帕西，特斯拉人工智能总监 ，就讀於不列顛哥倫比亞大學並获得计算机科学硕士学位
- 格雷格·薩利斯基（英语：Gregg Saretsky），西捷航空執行長及總裁
- 王鐵鋒（英语：Brian Wong），Kiip（英语：Kiip）創始人及執行長
- 馮永發，加拿大新時代集團創始人及執行總裁
- 李昕晢，百度財務長

### 文藝
- 伊凡潔琳·莉莉，加拿大演员
- 丹尼尔·曼根，加拿大歌手和作曲家
- 威廉·吉布森，加拿大小说家和散文家
- 曼尼·哈辛托，加拿大演员
- 澤日生，香港作曲家，
- 彭于晏，台灣著名演員
- 蔡佩軒，台灣新生代創作歌手
- 朴敏慶，美國演員
- 麥可·夏克，加拿大演員
- 布魯斯·斯威尼（英语：Bruce Sweeney），加拿大電影制片人
- 麥可·康威·貝克（英语：Michael Conway Baker），加拿大作曲家
- 廖碧兒，華裔小姐冠軍，香港模特儿及演員
- 鍾嘉欣，華裔小姐冠軍，香港演員及歌手
- 鄧佩儀，中華小姐冠軍，香港演員及主持
- 林暐恆，台灣男藝人，演員及主持人
- Kevin，韓國男子團體THE BOYZ

### 體育
- 布魯斯·福特，奧林匹克運動會賽艇手
- 凱瑟琳·赫得（英语：Kathleen Heddle），奧林匹克運動會賽艇手
- 柏·安斯特，職業足球運動員
- 羅莎·夢得斯（英语：Rosa Mendes），摔跤手

## 學生媒體

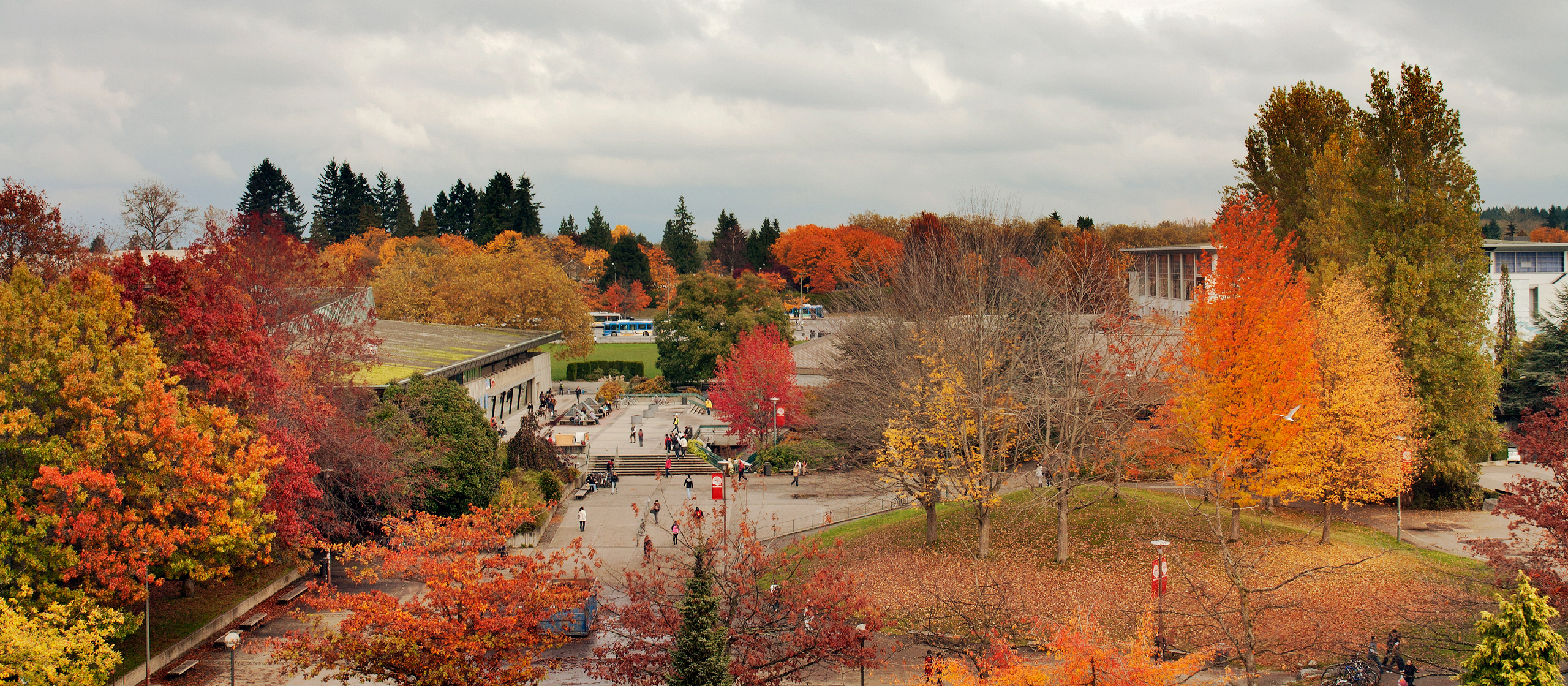
學生活動中心

- The Ubyssey（页面存档备份，存于） ，創建於1918，是一份一個禮拜發行一次的學生報紙。
- CiTR（页面存档备份，存于），校區的電台。
- Discorder（页面存档备份，存于），是一份由校區電台發行的音樂及娛樂雜誌。
- Cinephile（页面存档备份，存于），是一份每年兩次由大學電影研究科所發行的同行評審雜誌。
- The Point，一份每週發行一次的學生刊物，講述一些運動、團體及大學的近況。
- The Underground，一份由藝術科社團所創辦的帶諷刺性文筆的報紙。
- The 432（页面存档备份，存于），一份兩週發行一次，文筆帶諷刺性的科學科社團刊物。
- The nEUSpaper，一份工程科社團發行的幽默性刊物，每兩週發行一次。
- The Paradigm，一份學術性的科學科社團刊物，每半年發行一次。
- Perspectives，卑詩省的第一份中英雙語學生報紙。
- The Knoll（页面存档备份，存于），一份從行動及人道主義觀點考驗社團的雜誌月刊。
- leMook（页面存档备份，存于），發行社團 UBC Literature Etc. 創建於 2002，是一年發行兩期的華文文藝雜誌。屬全加高等學府中發行規模最大的華文刊物。

## 参見
- 加拿大大學列表